# Африм Буњаку
Африм Буњаку (алб. Afrim Bunjaku; Вучитрн, 15. април 1973 — Бањска, 24. септембар 2023) био је Албанац с Косова и Метохије и наредник Полиције Косова који је погинуо у окршају против локалних Срба у Бањској. У време погибије био је командир Полицијске станице у Звечану.

## Смрт и наслеђе
Буњаку је погинуо у експлозији 24. септембра 2023. Милан Радоичић навео је у писму да није била намера да се он убије, већ да се то десило случајно.
Због његове погибије, привремене приштинске институције прогласиле су дан жалости 25. септембра (када је и сахрањен у родном селу Самодрежа), док је у другим деловима Србије за њега и тројицу погинулих Срба дан жалости био два дана касније.
Председница привремених приштинских институција Вјоса Османи му је доделила орден Херој Републике Косово.

## Лични живот
Био је ожењен Љумнијом Хазири с којом има четворо деце. Најстарији син му је погинуо у саобраћајној несрећи 2012. С породицом је живео у насељу Самодрежа код Вучитрна.